# Livin' on a Prayer: A Tribute to Bon Jovi
Livin On A Prayer: A Tribute To Bon Jovi è un album tributo dedicato ai Bon Jovi realizzato nel 2001 per l'etichetta Zebra Records.

## Tracce
1. Runaway
2. In & Out of Love
3. You Give Love a Bad Name
4. Livin on a Prayer
5. Wanted Dead or Alive
6. Lay Your Hands on Me
7. Bad Medicine
8. Born to Be My Baby
9. Living in Sin
10. I'll Be There for You
11. Blaze of Glory
12. Its My Life Remix

## Formazione
- Alex Mitchell - voce (traccia 1)
- Spike - voce (traccia 9)
- Kory Clarke - voce (traccia 11)
- John Corabi - voce (traccia 8)
- Jani Lane - voce (traccia 6)
- Stevie Rachelle - voce (traccia 2)
- Chaz - voce (traccia 10)
- Jizzy Pearl - voce (traccia 7)
- Kelly Hansen - voce (traccia 3)
- Phil Lewis - voce (traccia 5)
- Marq Torien - voce (traccia 4)
- Jerry Dixon - basso
- James Kottak - batteria
- Erik Turner - chitarra
- DJ Ashba - chitarra
- Danny Wagner - tastiere
- Dangerous Boys (traccia 12)